# Jonathan Di Bella
Jonathan Di Bella (Montreal, Quebec, Canadá; 18 de agosto de 1996) es un kickboxer italo-canadiense que actualmente compite en la categoría de peso paja de ONE Championship, donde es el actual Campeón Mundial de Kickboxing de Peso Paja de ONE. Desde enero de 2023, Beyond Kick posiciona a Di Bella como el kickboxer #10 de peso gallo del mundo.

## Carrera de Kickboxing

### Carrera temprana
Di Bella comenezó a practicar artes marciales en el gimnasio de Kickboxing de su padre, Di Bella Kickboxing, donde obtuvo un cinturón negro en Karate Kyokushin. Llegó a tener 20 victorias seguidas como kickboxer amateur, con 13 de esas victorias siendo por finalización. Di Bella hizo su debut profesional en kickboxing contra David Weintraub en Battle of the Millenium 3 el 10 de junio de 2016. Ganó la pelea por nocaut en el segundo asalto, deteniendo a su oponente con low kicks, luego de tirarlo dos veces.

### Glory Kickboxing
Di Bella hizo su debut en Glory contra Will Calhoun en Glory 33 el 9 de septiembre de 2016, en lo que sería su segunda pelea profesional. Ganó la pelea por TKO en el primer asalto, debido a un paro médico.
Luego de derrotara a Pampos Grigoriou por decisión unánime en Battle of the Millenium 4 el 12 de mayo de 2017, Di Bella enfrentó a Lennox Chance en Glory 43 el 14 de julio de 2017. Ganó la pelea por decisión unánime.
Di Bella ganó dos peleas más, una decisión unánime sobre Tommy Espinosa en Glory 48 el 1 de diciembre de 2017  y un nocaut en el primer asalto sobre Chris Johnson en Battle of the Millenium 5 el 13 de abril de 2018, antes de que recibiera una oportunidad para enfrentar a Ahmad Ibrahim por el título de peso ligero nortemericano de ISKA en Glory 55 el 20 de julio de 2018. Capturó el título por decisión unánime.
Di Bella hizo su quinta y última pelea en la promoción contra Mohammed Lemjerdine en Glory 61 el 2 de noviembre de 2018. Ganó la pelea por decisión unánime.
Di Bella dejaría Glory y enfrentaría a Dejaun Mishael Davis por el título de peso pluma de Costa Este de ISKA en Combat at the Garden el 20 de abril de 2019. Ganó la pelea por decisión unánime.

### ONE Championship

#### Campeonato Mundial de Kickboxing de Peso Paja de ONE
El 1 de junio de 2020, se anunció que Di Bella había firmado un contrato con ONE Championship. Di Bella enfrentó a Zhang Peimian por el Campeonato Mundial de Kickboxing de Peso Paja de ONE vacante en ONE 162 el 21 de octubre de 2022, en lo que fue su debut en la promoción. Di Bella ganó el título vacante por decisión unánime, luego de propinarle un knockdown a Zhang en el quinto asalto.
Di Bella hizo la primera defensa de su título contra Danial Williams el 6 de octubre de 2023, en ONE Fight Night 15. Ganó la pelea por decisión unánime.
Di Bella estaba programado para hacer la segunda defensa de su título contra el actual Campeón Mundial de Muay Thai de Peso Paja de ONE Prajanchai P.K. Saenchai el 5 de abril de 2024, en ONE Friday Fights 58. Sin embargo, Di Bella falló el test de hidratación el día del pesaje y la pelea fue cancelada.
La pelea con Prajanchai ha sido reprogramada por el Campeonato Mundial Vacante de Kickboxing de Peso Paja de ONE el 28 de junio de 2024, en ONE Friday Fights 68.

## Campeonatos y logros

### Profesional
- ONE Championship
  - Campeonato Mundial de Kickboxing de Peso Paja de ONE[19] (Una vez; actual)
    - Una defensa titular exitosa

- International Sport Kickboxing Association
  - Campeonato Norteamericano de Peso Ligero de ISKA de 2018[20]
  - Campeonato de Peso Pluma de Costa Este de ISKA East de 2019[21]
  - Campeonato Intercontinental de ISKA de 2019

### Amateur
- International Kickboxing Federation
  - Campeonato Júnior de Muay Thai de Peso Súper Ligero de IKF de 2014[22]

## Récord en Kickboxing
| Récord en Kickboxing                                                 | Récord en Kickboxing | Récord en Kickboxing     | Récord en Kickboxing      | Récord en Kickboxing       | Récord en Kickboxing    | Récord en Kickboxing | Récord en Kickboxing |
| -------------------------------------------------------------------- | -------------------- | ------------------------ | ------------------------- | -------------------------- | ----------------------- | -------------------- | -------------------- |
| 12 Victorias (4 (T)KOs), 0 Derrotas                                  |                      |                          |                           |                            |                         |                      |                      |
| Fecha                                                                | Resultado            | Oponente                 | Evento                    | Localización               | Método                  | Ronda                | Tiempo               |
| 28-06-2024                                                           |                      | Prajanchai P.K. Saenchai | ONE Friday Fights 68      | Bangkok, Tailandia         |                         |                      |                      |
| Por el Campeonato Mundial Vacante de Kickboxing de Peso Paja de ONE. |                      |                          |                           |                            |                         |                      |                      |
| 06-10-2023                                                           | Victoria             | Danial Williams          | ONE Fight Night 15        | Bangkok, Tailandia         | Decisión (Unánime)      | 5                    | 3:00                 |
| Defendió el Campeonato Mundial de Kickboxing de Peso Paja de ONE.    |                      |                          |                           |                            |                         |                      |                      |
| 21-10-2022                                                           | Victoria             | Zhang Peimian            | ONE 162                   | Kuala Lumpur, Malasia      | Decisión (Unánime)      | 5                    | 3:00                 |
| Ganó el Campeonato Mundial de Kickboxing de Peso Paja de ONE.        |                      |                          |                           |                            |                         |                      |                      |
| 06-12-2019                                                           | Victoria             | Nick Burgos              | Combat at the Garden 2    | Nueva York, Estados Unidos | TKO (Paro del Réferi)   | 3                    | 2:36                 |
| Ganó el título Intercontinental de Peso Pluma de ISKA.               |                      |                          |                           |                            |                         |                      |                      |
| 20-04-2019                                                           | Victoria             | Dejaun Mishael Davis     | Combat at the Garden      | Nueva York, Estados Unidos | Decisión (Unánime)      | 3                    | 3:00                 |
| Ganó el título de Costa Este de Peso Pluma de ISKA.                  |                      |                          |                           |                            |                         |                      |                      |
| 02-11-2018                                                           | Victoria             | Mohammed Lemjerdine      | Glory 61                  | Nueva York, Estados Unidos | Decisión (Unánime)      | 3                    | 3:00                 |
| 20-07-2018                                                           | Victoria             | Ahmad Ibrahim            | Glory 55                  | Nueva York, Estados Unidos | Decisión (Unánime)      | 3                    | 3:00                 |
| Ganó el título Norteamericano de Peso Ligero de ISKA.                |                      |                          |                           |                            |                         |                      |                      |
| 13-04-2018                                                           | Victoria             | Chris Johnson            | Battle of the Millenium 5 | Nueva York, Estados Unidos | KO (Patada a la Cabeza) | 1                    | 1:20                 |
| 01-12-2017                                                           | Victoria             | Tommy Espinosa           | Glory 48                  | Nueva York, Estados Unidos | Decisión (Unánime)      | 3                    | 3:00                 |
| 14-07-2017                                                           | Victoria             | Lennox Chance            | Glory 43                  | Nueva York, Estados Unidos | Decisión (Unánime)      | 3                    | 3:00                 |
| 12-05-2017                                                           | Victoria             | Pampos Grigoriou         | Battle of the Millenium 4 | Nueva York, Estados Unidos | Decisión (Unánime)      | 3                    | 3:00                 |
| 09-09-2016                                                           | Victoria             | Will Calhoun             | Glory 33                  | Trenton, Estados Unidos    | TKO (Paro Médico)       | 1                    | 3:00                 |
| 10-06-2016                                                           | Victoria             | David Weintraub          | Battle of the Millenium 3 | Nueva York, Estados Unidos | TKO (Low Kicks)         | 2                    |                      |

## Récord en boxeo profesional
| 2 peleas | 2 victorias | 0 derrotas |
| -------- | ----------- | ---------- |
| Nocaut   | 1           | 0          |
| Decisión | 1           | 0          |

| No. | Resultado | Récord | Oponente                    | Método | Ronda | Tiempo | Fecha               | Localización                              | Notas |
| --- | --------- | ------ | --------------------------- | ------ | ----- | ------ | ------------------- | ----------------------------------------- | ----- |
| 2   | Victoria  | 2–0    | Jesús Omar Chávez Velazquéz | KO     | 2 (4) |        | 29 de julio de 2022 | Montreal Casino, Montreal, Quebec, Canadá |       |
| 1   | Victoria  | 1–0    | Brian Lopéz Salinas         | DU     | 4 (4) | 3:00   | 2 de junio de 2022  | Montreal Casino, Montreal, Quebec, Canadá |       |